# Dyrżawno pyrwenstwo w piłce nożnej (1944)
Dyrżawno pyrwenstwo w piłce nożnej (1944) było 20. edycją najwyższej piłkarskiej klasy rozgrywkowej w Bułgarii. W rozgrywkach brało udział 27 zespołów. Tytułu broniła drużyna Lewski Sofia. Nie wyłoniono nowym mistrza Bułgarii, ponieważ rozgrywki zostały przerwane wskutek chaosu jakie wywołało wkroczenie Armii Czerwonej do Bułgarii.

## 1. runda
- Szipczenski Sokol Warna – ŻSK Warna 1 – 0, 1 – 0
- Orel-Czegan 30 Wraca – Kniaz Simeon Tarnowski Pawlikeni 3 – 3, 3 – 4[1]
- ŻSK Płowdiw – Botew Płowdiw 3 – 1, 2 – 2
- Botew Jamboł – ŻSK Stara Zagora 5 – 1, 3 – 2[2]
- Slawia Dupnica – Makedonska Slawa Gorna Dzhumaja 4 – 2, 4 – 4
- Lewski Dobricz – Wihar Silistra 2 – 1, 3 – 0[3]
- Momczil Junak Kawala – Bułgaria Chaskowo 1 – 1, 3 – 0[3][4]
- Lewski Sofia – Slawia Sofia 4 – 3, 1 – 0
- Benkowski Sofia – AS 23 Sofia 3 – 1, 7 – 1

## 2. runda
- Wiktoria 23 Widin – Lewski Sofia 2 – 9, 0 – 3[3]
- Benkowski Sofia – Slawia Dupnica 6 – 0, 3 – 0
- SP 39 Plewen – Etyr Tyrnowo 3 – 0, 2 – 3
- Makedonija Skopje – ŻSK Skopje 0 – 1, ?[5]
- ŻSK Płowdiw – Bułgaria Chaskowo 4 – 3, ?[5]
- ŻSK Stara Zagora – Lewski Burgas 0 – 2, 0 – 3[3]
- Lewski Dobricz – Szipczenski Sokol Warna 2 – 1, 1 – 2, 0 – 3[3]
- Dobrudża Ruse – Han Kubrat Popowo 0 – 5, 0 – 3[3]

## Ćwierćfinały
- Benkowski Sofia – Han Kubrat Popowo
- Szipczenski Sokol Warna – Lewski Sofia
- Lewski Burgas – Bułgaria Chaskowo
- SP 39 Plewen – Makedonija Skopje

Ćwierćfinałów nie rozegrano wskutek chaosu jakie wywołało wkroczenie Armii Czerwonej do Bułgarii. Mistrzostw już nigdy nie dokończono.